# Enigmazomus eruptoclausus
Enigmazomus eruptoclausus är en spindeldjursart som beskrevs av Harvey 2006. Enigmazomus eruptoclausus ingår i släktet Enigmazomus och familjen Hubbardiidae. Inga underarter finns listade i Catalogue of Life.